# Kulin (Włocławek)
Kulin – miejscowość stanowiąca część miasta Włocławek, należy do dzielnicy Zawiśle
Znajduje się tu m.in. Rezerwat przyrody Kulin.